# 生田勝義
生田 勝義（いくた かつよし、1944年 - ）は、日本の法学者。専門は刑法。学位は、博士（法学）（立命館大学・2003年）（学位論文「行為原理と刑事違法論」）。立命館大学名誉教授。京都の学者・研究者日本共産党後援会事務局長。民主主義科学者協会法律部会監事。九条の会賛同者。安全保障関連法に反対する学者の会賛同者。
兵庫県淡路島出身。

## 略歴
- 1963年　兵庫県立津名高等学校卒業[5]
- 1967年　大阪大学法学部卒業[5]
- 1969年　大阪大学大学院法学研究科修士課程修了[5]
- 1973年　大阪大学大学院法学研究科博士課程単位取得満期退学[5]
- 2003年　博士（法学）取得（立命館大学）[5]

## 著書
- 『行為原理と刑事違法論』（信山社出版、2002年）
- 『法の構造変化と人間の権利』（共編著、法律文化社、1996年）
- 『刑法各論講義』（共著、有斐閣、1987年、第2版1996年、第3版2003年、第3版改訂版2005年）